# Віз сіна (триптих Босха)
«Віз сіна» (нід. Hooiwagen-drieluik) — картина-триптих Ієроніма Босха, що зараз знаходиться в Національному музеї Прадо, Мадрид, Іспанія. За допомогою дендрохронологічних досліджень було встановлено дату близько 1516 року. Центральна панель, підписана «Jheronimus Bosch», має розмір 135 на 200 сантиметрів, а крила — 147 × 66  см. Зовнішні ставні мають версію іншої картини Босха «Паломник» (Пілігрім, Блудний син).

## Історія

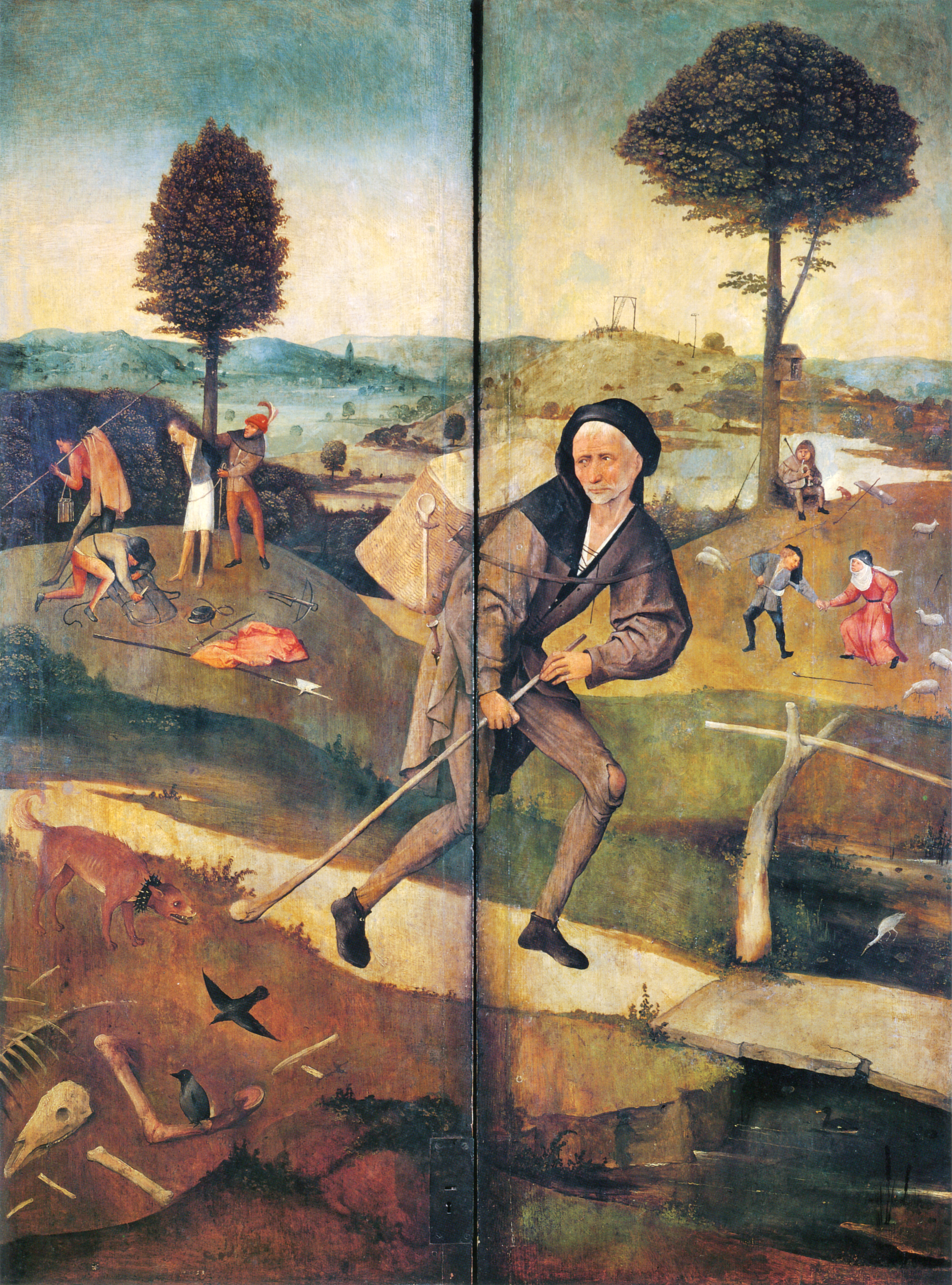
Закритий триптих

Картина входила до групи з шести творів, придбаних королем Іспанії Філіпом II у 1570 році, а через чотири роки була відправлена в Ескоріальський монастир. Пізніше вона була продана маркізу Саламанки і поділена на три картини. У 1848 році центральну панель викупила Ізабелла II та привезла до Аранхуеса, праву повернули до Ескаріалу, а ліва — до Прадо. Нарешті триптих був остаточно рекомпонований у 1914 році в останньому музеї. Копія існує у Ескоріальському монастирі.

## Опис

### Ставні
Ззовні ставні, як і більшість тогочасних нідерландських триптихів, також була розмальовані, хоча в цьому випадку Босх використовував кольори замість звичайного гризайла. Закриваючись, вони утворюють єдину сцену, що зображає мандрівника. Навколо нього — серія мініатюр, включаючи пограбування іншого мандрівника та повішеного. Чоловік використовує палицю, щоб відбити собаку.
Відповідно до останніх інтерпретацій, ця фігура може символізувати людину, яка рухається своєю дорогою, незважаючи на спокусу гріхів (наприклад, похоті, можливо, символізовані двома танцюючими пастухами) та злі вчинки, що відбуваються навколо нього.

### Основні панелі
Триптих слідує за аналогічним сюжетом «Сад земних насолод».
На лівій панелі зображено, що Бог дає форму Єві. На вершині, ангели-повстанці викинуті з Неба. Ангели перетворюються на комах, коли вони пробиваються через хмари. Нижче цього Бог створює Єву з ребра Адама. Далі Адам і Єва знаходять змію та дерево; змій пропонує їм яблуко. Нарешті, в нижній частині панелі ангел виганяє їх із Едемського саду. Адам розмовляє з ангелом; Єва в меланхолійній позі дивиться вперед праворуч.
На центральній панелі розміщений великий віз сіна, оточений безліччю дурнів, що займаються різними гріхами, крім гріхів похоті, що панують у «Саді земних насолод». Сюжет цієї картини — нідерландське прислів'я — «Світ — це віз сіна, і кожен намагається відхопити з нього, скільки зможе». Босх хотів цим сказати, що люди забули Божі настанови та живуть у гріхах. На центральній панелі Босха зображений Христос у небі. Ангел зверху возу дивиться в небо, молячись, але жодна з інших фігур не бачить Христа, який дивиться на світ. Фігури рухаться вправо, а візок тягнуть інфернальні істоти, які перетягують усіх у пекло, зображене на правій панелі.

## Малярські матеріали
Триптих був ретельно досліджений вченими в проєкті Bosch Research and Conservation Project результати опубліковані у книзі. Палітра Босха була досить обмежена пігментами, включаючи азурит, свинцево-олов'яний жовтий, цинобровий колір та вохру.

## Деталі картини

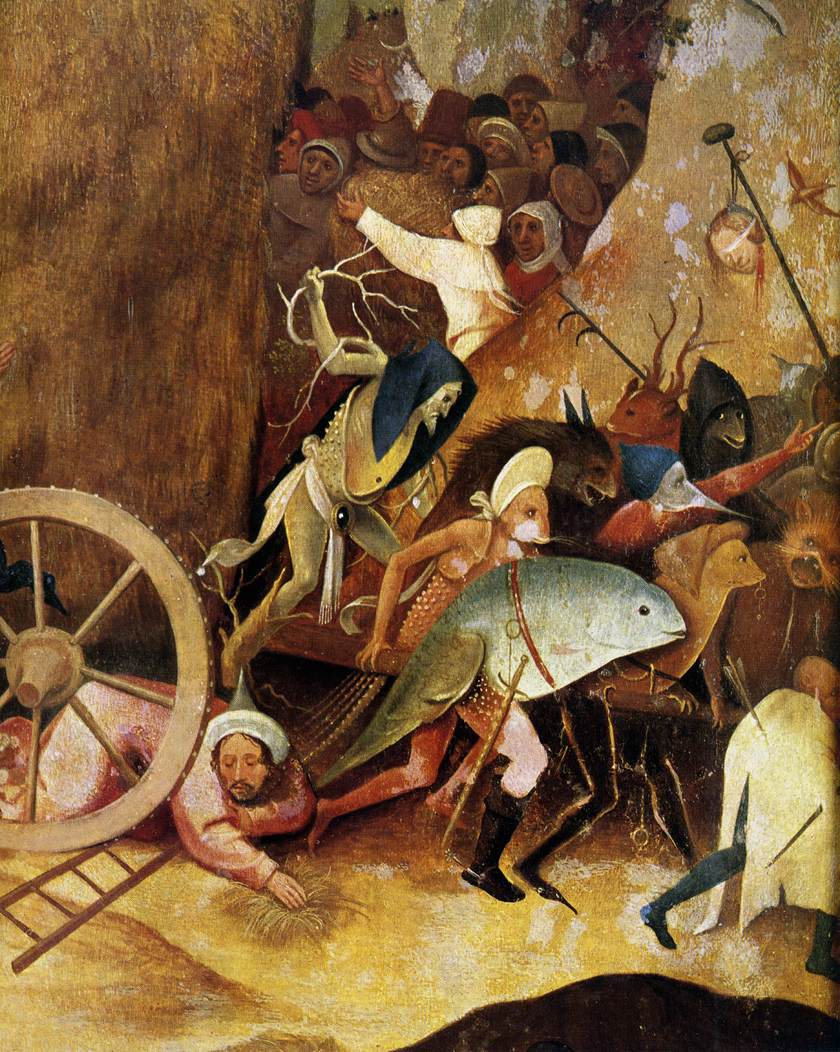
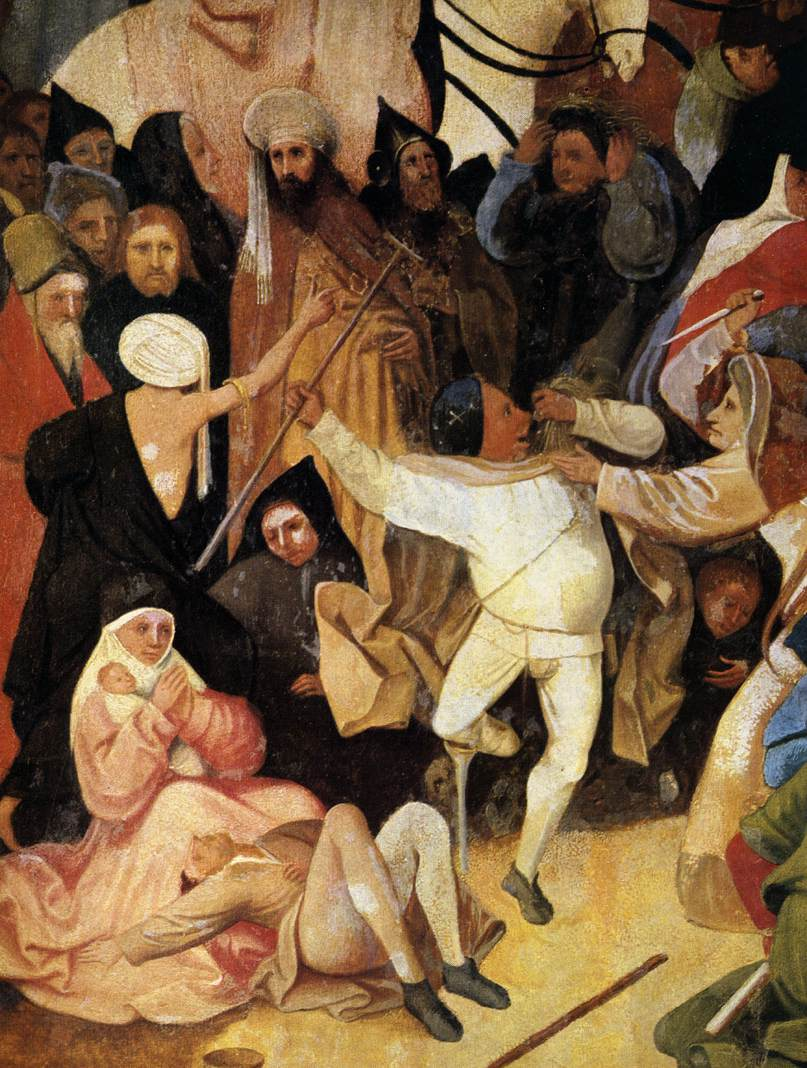
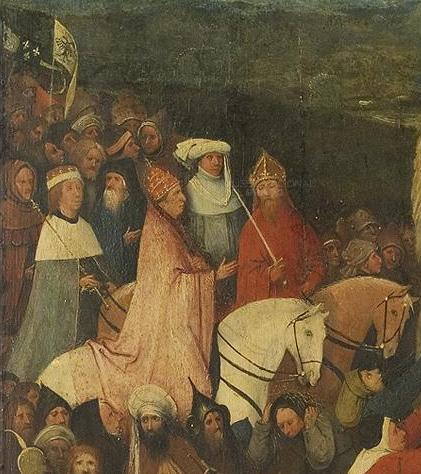
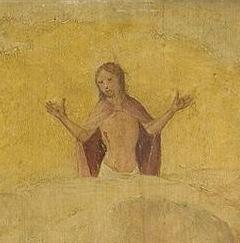
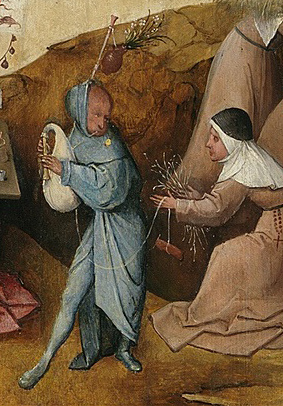
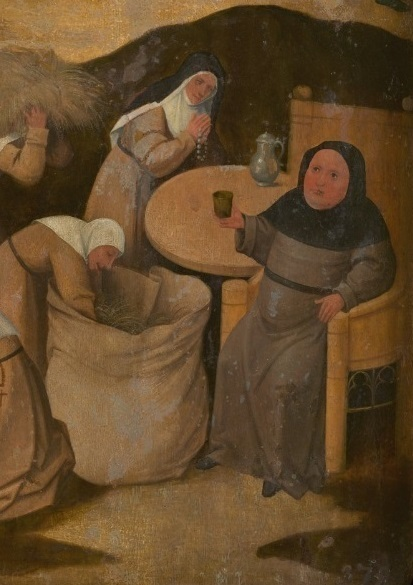